# André Szardenings

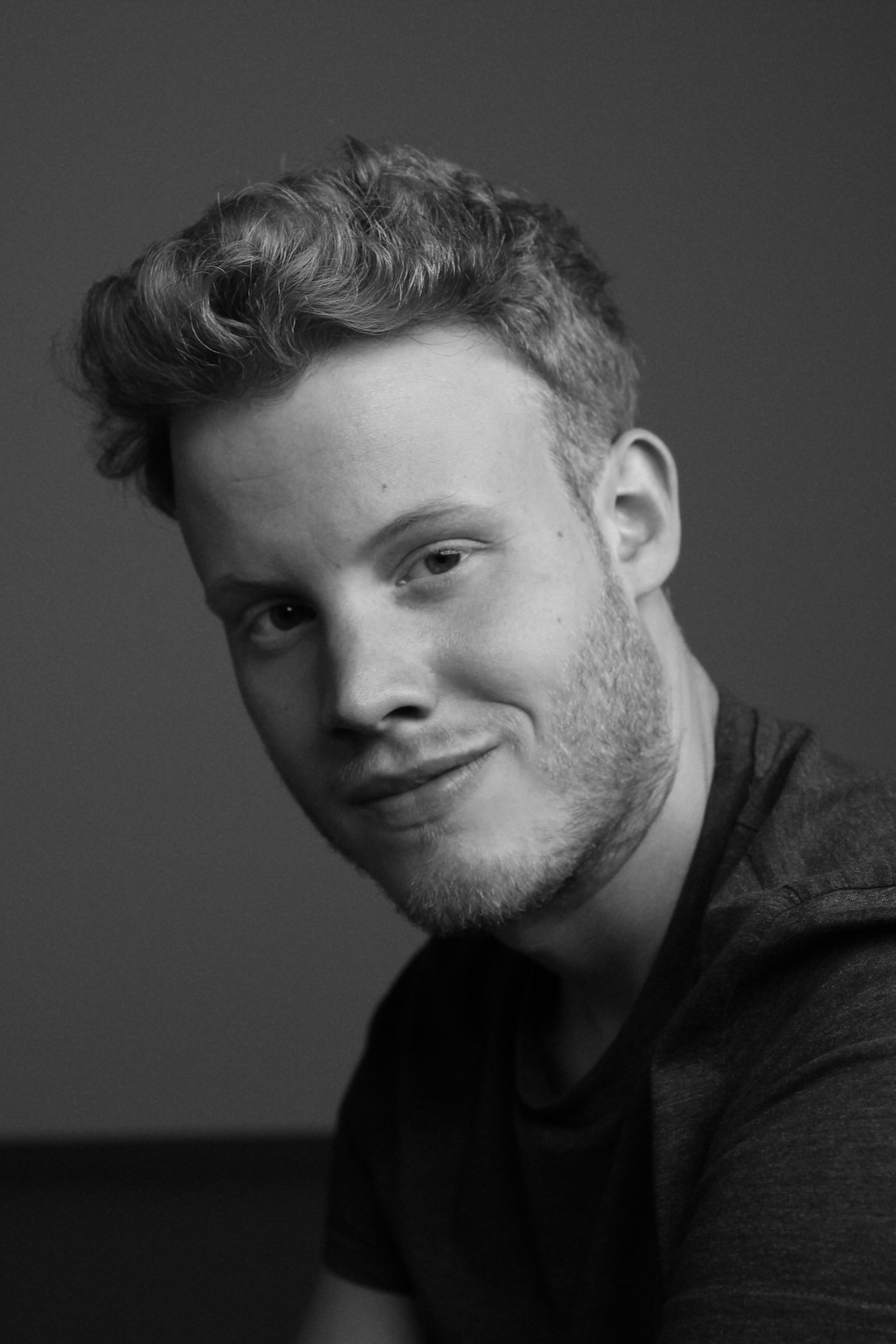
Porträt von André Szardenings (2018)

André Szardenings (* 1989 in Düsseldorf, Nordrhein-Westfalen) ist ein deutscher Regisseur.

## Leben
André Szardenings absolvierte nach dem Abitur 2009 diverse mehrmonatige Praktika bei Filmproduktionen und gründete 2010 ein eigenes Studio und Atelier in Düsseldorf. Währenddessen drehte er mehrere Kurzfilme und sammelte weitere Erfahrung als Location PA bei dem Projekt „Cloud Atlas“ unter der Regie von Tom Tykwer und bei dem Projekt „SOKO Köln“ (ZDF). Seit 2011 arbeitet er hauptsächlich als Kameramann und Regisseur für Werbung und Spielfilm. 2018 schloss er das Studium an der ifs internationale filmschule Köln im Studiengang Filmregie mit dem Kinospielfilm „Bulldog“ ab mit Julius Nitschkoff, Lana Cooper & Karin Hanczewski in den Hauptrollen, für den er 2021 für den FIRST STEPS Award nominiert wurde.

## Filmographie
- 2021 Bulldog (Kinospielfilm)[6][7][8][5][9][10][11]
- 2017 Der Studentenfilm (Kurzfilm)[3][9]
- 2016 NÄHE (Kurzfilm)[3][9]
- 2015 Endlich ein Grund zur Panik (Kurzfilm)[3][9]
- 2011 Außer Dir (Kurzfilm)[12][9]

## Preise und Auszeichnungen
- 2022 Evolution Mallorca International Filmfestival – Best Made In Baleares Feature Film für Bulldog[13]
- 2022 Biberacher Filmfestspiele – Debüt-Biber (Bester Debütspielfilm) für Bulldog[14][15][16][17]